# Matt Berquist
Pas d'image ? Cliquez ici

a Compétitions nationales et continentales officielles uniquement.

b Matchs officiels uniquement.
Dernière mise à jour le 25 novembre 2024.
Matt Berquist, né le 11 mai 1983, est un joueur néo-zélandais de rugby à XV jouant au poste de demi d'ouverture.

## Biographie
Matt Berquist a fréquenté l'Université d'Otago et a commencé sa carrière professionnelle en Air New Zealand Cup pour Otago en 2003. En 2006, il rejoint l'équipe d'Hawke's Bay avec laquelle il atteint les demi-finales en 2008 et 2009, terminant meilleur buteur de la compétition en 2009 avec 159 points. Il dépasse à nouveau la barre des 100 points avec Auckland la saison suivante (109 points).
Il débute en Super 14 en 2009 avec les Highlanders mais doit faire face à la concurrence d'Israel Dagg au but. En 2011, il rejoint les Crusaders, où il est la doublure de Daniel Carter.
Il rejoint l'Europe en 2011 au Leinster, où il est recruté pour seconder Jonathan Sexton. Diminué par les blessures, il joue peu et son contrat n'est pas renouvelé. Il s'engage pour Biarritz, où ses ennuis physiques l'empêchent à nouveau de s'exprimer. Il est libéré de son contrat et signe à Trévise la saison suivante puis retourne en Nouvelle-Zélande en 2014.